# Ривлин, Абрам Львович
Абрам Львович Ривлин, в некоторых источниках Рывлин (укр. Абрам Львович Ривлін, в некоторых источниках укр. Рівлін; 24 февраля (8 марта) либо 2 (14) марта 1891 или 1893, Острогожск, Воронежская губерния, Российская империя — 19 января 1974, Харьков, Украинская ССР, СССР) — украинский советский учёный-правовед, специалист в области уголовного процесса. Доктор юридических наук (1955 или 1958), профессор (1962). Занимал должность профессора кафедры уголовного процесса Харьковского юридического института.

## Биография
Абрам Ривлин родился в Острогожске Воронежской губернии по разным данным 24 февраля (8 марта) 1891 года, 2 (14) марта 1891 года либо в 1893 году. Обучался в городской гимназии, по окончании которой в 1911 году поступил в Петроградский психоневрологический институт. По разным данным либо он оттуда перевёлся на юридический факультет Императорского Харьковского университета, либо поступил на этот факультет, окончив в 1916 году Петроградский психоневрологический институт. В 1918 году Ривлин окончил обучение на юридическом факультете Харьковского Императорского университета. В том же году он некоторое время являлся членом редакционной коллегии газеты «Известия Острогожского Совета». Затем он занялся юридической практикой, став в 1919 году следователем военно-революционного трибунала Кременчуга Полтавской губернии.
Начиная с 1919 года А. Л. Ривлин жил и работал в Харькове. Сначала он был членом Управления Харьковского губернского революционного комитета, а с 1920 года на протяжении следующих пятнадцати лет Абрам Львович последовательно руководил юридическими отделами при Харьковском губернском, окружном, городском и областном исполнительных комитетах. Кроме того, он занимался адвокатской практикой, в 1923 году стал членом Харьковской областной коллегии адвокатов, и впоследствии неоднократно избирался одним из руководителей этой организации.
По разным данным в 1920, 1932 или 1934 году Абрам Львович начал совмещать практическую работу с научно-преподавательской. В книге под редакцией академика НАНУ В. Я. Тация «Профессора Национального юридического университета имени Ярослава Мудрого» указано, что Ривлин начал работать на правовом отделении Харьковского института народного хозяйства в 1920 году. В статье академика НАПрНУ В. В. Сташиса о профессоре А. Л. Ривлине, написанной для Юридической энциклопедии, говорится, что он начал работать в Харьковском юридическом институте в 1932 году, а в статье профессора О. В. Каплиной, написанной для Большой украинской юридической энциклопедии, что в 1934 году. Источники сходятся в том, что занявшись преподавательской деятельностью Абрам Львович занял должность доцента на кафедре уголовного процесса, и преподавал дисциплину «судоустройство». 28 октября 1939 года во Всесоюзном институте юридических наук (по другим данным — в Харьковском юридическом институте) А. Л. Ривлин защитил диссертацию на соискание учёной степени кандидата юридических наук по теме «Допрос в уголовном суде». 23 апреля 1940 года он был утверждён в учёном звании доцента.
Во время Великой Отечественной войны в 1941—1943/1944 годах работал, по разным данным, в областной или городской Кировской юридической школе. Затем Абрам Львович вернулся в Харьков и вплоть до своей смерти продолжал работу на доцентской, а затем и на профессорской (после 1943 года) должностях на кафедре уголовного процесса в Харьковском юридическом институте. В 1955 году Ривлиным была защищена диссертация на соискание учёной степени доктора юридических наук по теме «Пересмотр судебных приговоров в СССР». Его официальным оппонентами на защите этой работы выступали профессора Д. С. Карев и М. С. Строгович. В 1955 или 1958 году он получил соответствующую учёную степень, а в 1962 году — учёное звание профессора. Был членом комиссии, которая занималась составлением Уголовно-процессуального кодекса Украинской ССР 1960 года. Абрам Львович Ривлин скончался 19 января 1974 года в Харькове.
Занимался подготовкой учёных-правоведов, в период с 1941 по 1973 год был научным руководителем у восьми кандидатов юридических наук: Л. А. Богословская, Г. С. Мосесян, З. М. Онищук, Д. П. Рассейкин, Е. Г. Таллинский, В. Д. Финько, Г. М. Ясинский и Д. А. Постовой (осуществлял научное руководство совместно с М. М. Гродзинским).

## Научная деятельность
В круг научно-исследовательских интересов Абрама Львовича входили ряд проблем уголовного процесса, в том числе: организация работы судебных органов власти и прокуратуры и пересмотр судебных приговоров по уголовным делам, правосудие, законность, обвинение в процессуальном аспекте, история судебной власти на Украине. Также изучал право в художественной литературе. Абрам Ривлин считается одним из ведущих учёных харьковской школы процессуалистов на кафедре уголовного процесса Харьковского юридического института.
В 1951 году в 11-м номере журнала «Социалистическая законность» была опубликована статья «Понятие материальной истины в советском уголовном процессе» за авторством А. Л. Ривлина. Спустя несколько месяцев в том же журнале были выпущены две статьи под общим заглавием, которое полностью совпадало с заглавием статьи Ривлина. Первая статья была написана помощником прокурора Западной железной дороги А. Кукаровым. Он раскритиковал предложение Ривлина о том, что в уголовном процессе не следует применять понятий абсолютной и относительной истины. Кукаров выделял три основных ошибки Ривлина: не правильное понимание философского аспекта истины (объективной, абсолютной и относительной), не чёткое понимание материальной истины и не понимание взглядов Андрея Вышинского по этой теме. При этом, в статье Кукаров делал вывод, что Ривлин не разбирается в марксистско-ленинской теории познания, и из-за этого делает «нелепые» выводы. Вторая статья была написана старшим преподавателем Ростовского университета И. И. Малхазовым. Он отмечал, что согласен со взглядами Ривлина на абсолютную и относительную истину, но лишь потому, что в них нет ничего нового и они дублируют позицию Вышинского. Малхазов считал, что Ривлин перепутал две сущности «материальную истину» и «правильность приговора в целом». Он отмечал, что: «Тов. Ривлин задался целью совершить переворот в советской процессуальной науке по вопросу материальной истины. Однако ничего, кроме путаницы из этой попытки не получилось». Однако, в вышедшем в 1972 году учебном пособии «Прокурорский надзор за рассмотрением в суде уголовных дел» Виктора Финько вывод Ривлина сделанный в 1951 году относительно содержания истины, устанавливаемой в уголовном процессе был назван наиболее верным. К тому моменту вывод в этом вопросе сформулированный Ривлиным был поддержан и некоторыми другими учёными.
По разным данным Абрам Львович Ривлин был автором и соавтором более чем 80 до более чем 100 научных трудов. Являлся одним из соавторов научно-практического комментария «Административный кодекс У. С. С. Р.» (укр. «Адміністративний кодекс У. С. Р. Р. : текст та поартикул. комент.»), который был издан в 1929 году. В 1946 году на двух языках (русском и украинском) было издано пособие «Задачи адвоката в суде первой инстанции по уголовному делу: (для начинающих адвокатов)» (укр. «Завдання адвоката в суді першої інстанції в кримінальній справі : (для починаючих адвокатів)»), автором которого был А. Л. Ривлин, а ответственным редактором министр юстиции Украинской ССР Николай Бабченко. По результатам исследований, полученным Ривлиным в докторской диссертации «Пересмотр судебных переговоров в СССР», в 1958 году он издал одноимённую монографию. Был автором учебника «Организация суда и прокуратуры в СССР» (укр. «Організація суду і прокуратури в СРСР»; 1961), который стал первым учебным изданием по данной учебной дисциплине в Украинской ССР. Данный учебник был высоко оценён в научном обществе, и в 1968 году переиздан. Профессор Ривлин был соавтором и ответственным редактором учебника «Советский уголовный процесс» (укр. «Радянський кримінальний процес»; 1971). Также был автором статей на литературно-правовые темы «Закон и суд в произведениях А. С. Пушкина : (к 120-летию со дня смерти)» и «Лев Толстой и царская юстиция», которые были изданы в 1957 и 1961 годах соответственно. Некоторые труды профессора Ривлина печатались в научном сборнике «Учёные записки» Харьковского юридического института.

## Личность
По воспоминаниям академика НАПрН Украины В. Е. Коноваловой Абрам Львович был «потрясающим эстетом», который «досконально знал» произведения Уильяма Шекспира. Другой академик НАПрН Украины — Ю. М. Грошевой вспоминал о том, как М. И. Бажанов, призывал чаще пользоваться трудами учёных старого поколения, таких как профессора М. М. Гродзинский и А. Л. Ривлин.
Заведующая кафедрой уголовного процесса Национального юридического университета имени Ярослава Мудрого О. В. Каплина в своей статье о профессоре Ривлине для Большой украинской юридической энциклопедии охарактеризовала его как «чрезвычайно эрудированного и опытного человека», который увлекался музыкой и знал два иностранных языка — немецкий и французский. В некрологе опубликованном в журнале «Радянське право» отмечалось, что Ривлина будучи «человеком большой научной эрудиции и культуры» «всегда отличали огромная любовь к труду, скромность, чувственность, готовность своей мудростью и добрым советом подать товарищам помощь».